# Planorbarius
Planorbarius ist eine Gattung von Wasserlungenschnecken aus der Familie der Tellerschnecken (Planorbidae).

## Beschreibung

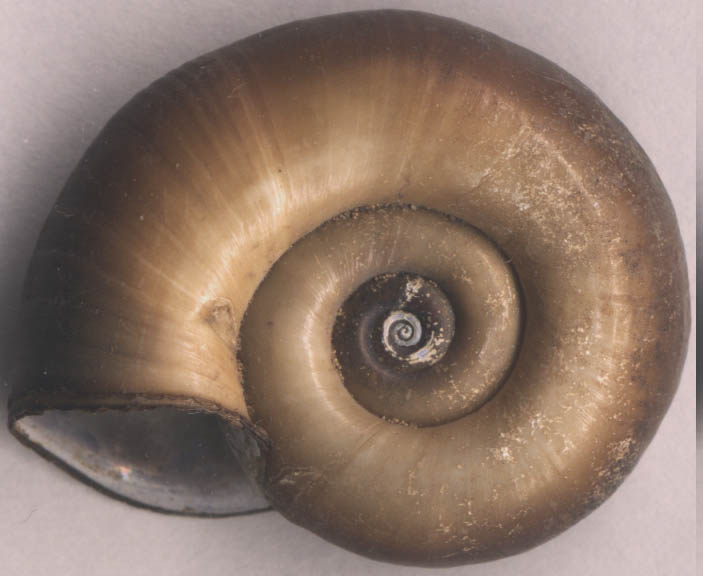
Blick von oben auf Planorbarius corneus.

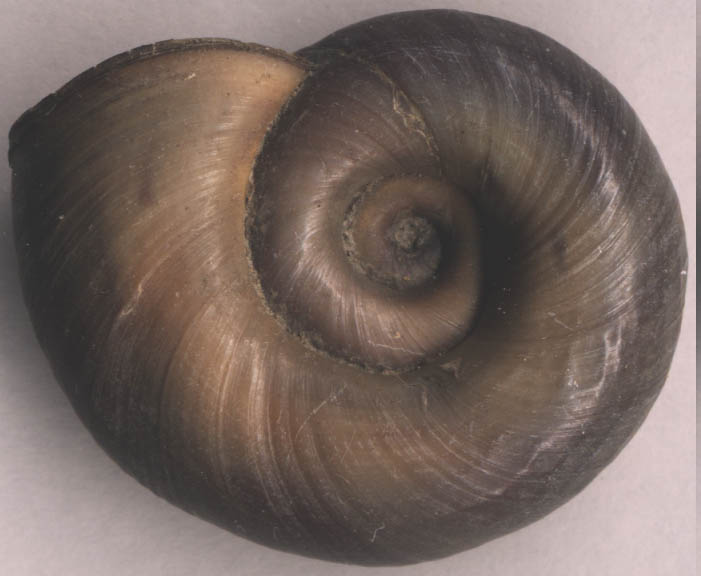
Blick von unten auf Planorbarius corneus.

Planorbarius sind mittelgroße, scheibenförmige Schnecken mit gleichmäßigen, hohen Umgängen, die in Europa einen Durchmesser von bis zu 25 mm erreichen. Das Kopulationsorgan mit kleiner Penishülle und großem Präputium (Vorhaut) enthält zwei große drüsenartige Strukturen. Die Prostata Tubuli (Kanälchen) münden gebündelt direkt in den Samenleiter. Wie alle Tellerschnecken haben auch die Arten der Gattung linksgewunde (sinistrale) Schalen.

Dumérils Erstbeschreibung war kurz: 

„Die Planorbarius unterscheiden sich von den beiden vorhergehenden Gattungen (Turbinarius, Syn. von Littorina und Trochiarius) nur dadurch, dass sie kein Operculum haben. Es sind flussbewohnende Arten.“

## Verbreitung
Beide Arten der Gattung kommen in Europa vor, das Verbreitungsgebiet von Planorbarius metidjensis erstreckt sich von Spanien und Portugal bis Marokko und Algerien im nordwestlichen Afrika.

## Arten
Das World Register of Marine Species listet drei heute noch vorkommende Arten:
- Planorbarius corneus (Linnaeus, 1758)[4]
- Planorbarius metidjensis (Forbes, 1838)
- Planorbarius grandis (Dunker, 1850) (nec. Halaváts, 1902). Balkan, Verbreitung unklar.

## Forschungsgeschichte
Planorbarius wurde erstmals 1806 von Duméril in seinem Werk Zoologie analytique, ou méthode naturelle de classification des animaux, rendue plus facile à l'aide de tableaux synoptiques. mit einer kurzen Beschreibung erwähnt. Der deutsche Professor für Medizin und Naturforscher Ludwig Friedrich von Froriep übersetzte das Werk und fügte Helix cornea als Typusart der damit damals monotypischen Gattung hinzu.